# Nosy-Varika
Nosy-Varika è una città e comune del Madagascar situata nel distretto di Nosy-Varika, regione di Vatovavy-Fitovinany. 
La popolazione del comune rilevata nel censimento 2001 era pari a 39 805 unità.

## Geografia
Nosy Varika è situata 130 km a nord di Mananjary, sulla Route nationale 11.